# Грлич, Данко
Данко Грлич (хорв. Danko Grlić; 18 сентября 1923 — 1 марта 1984) — хорватский югославский философ

, марксистский гуманист, представитель школы «Праксис» в СФРЮ.

## Биография
Данко Грлич родился в небольшом городке Грачаница (Босния и Герцеговина), но в 1931 году вместе с родителями переехал в Загреб. Семья Грлича (первоначально Герлих) по отцовской линии — дунайские швабы, прибывшие в Банат из Шварцвальда в Германии.
Во время Второй мировой войны он присоединился к антифашистской борьбе. Данко Грлич ценил свободу превыше всего, поэтому из-за своего свободомыслия часто вступал в конфликты с начальством, что заканчивалось для него весьма плачевно. В 1948 году он отсидел три месяца в лагере Голи-Оток, поскольку не выступил в полной мере против резолюции о Коминформе (он не принял её, но считал верной ту её часть, где говорилось о недостатке демократии в Коммунистической партии Югославии.
Вернувшись с Голи-Отока, он брался за любую работу, чтобы сводить концы с концами: переводил и писал, в том числе под вымышленными и чужими именами. До сих пор ходят слухи, что он написал некоторые эссе для книги Франьо Туджмана «Война против войны». Туджман заплатил ему гонорар, но не указал как соавтора, хотя и упомянул в конце книги.
С 1950 по 1955 год Грлич изучал философию в Загребском университете В 1959 году он принял предложение Мирослава Крлежи работать в Югославском лексикографическом институте. В 1965 году он был одним из основателей известного журнала «Праксис» (Praxis). С 1966 по 1968 год Грлич был президентом Хорватского философского общества . В 1969 году он получил степень доктора философии за работу «Основополагающая мысль Фридриха Ницше».
Грлич начал свою академическую карьеру в 1962 году, преподавая эстетику в Академии художеств в Загребе. Он преподавал там до 1968 года, пока ему не запретили преподавать в этом учебном заведении. Педагогическую деятельность возобновил в 1971 году, когда стал профессором философского факультета Белградского университета, а в 1974 году перешёл на философский факультет в Загребе, где был заведующим кафедрой эстетики до своей смерти в 1984 году.
Он был женат на журналистке и писательнице еврейского происхождения Еве Грлич, от которой у него был сын Райко Грлич, ставший хорватским кинорежиссёром и продюсером.

## Основные работы
Грлич представлял критические марксистские позиции, характерные для всей школы праксиса. Грлича вдохновляли мысли о свободе как перспективе развития универсальных возможностей человека, особенно в искусстве как флагмане свободы. Помимо Маркса, на Грлича особенно сильное впечатление произвёл Фридрих Ницше. Он пытался преодолеть негативный образ Ницше в марксистских кругах, утверждая, что нацистская версия мыслей Ницше не является сутью его мысли.
Основной областью научных интересов Грлича была эстетика. Он написал самый полный учебник по этой философской дисциплине в Хорватии, который используется и по сей день. Этот обширный энциклопедический труд в четырёх томах публиковался с 1974 по 1979 год в Загребе.
Другие труды автора включают:
- Словарь философов (1968)
- Contra Dogmaticos (1971)
- Фридрих Ницше (1981)
- Вызов негатива: к эстетике Теодора Адорно (1986, посмертно)

В 1988 году вышли его «Избранные произведения» в четырёх томах, а в 1989 году в Загребе был издан сборник статей в его честь под названием «Искусство и революция».